# Adaption (Abhängigkeitserkrankungen)
Als Adaption (von lateinisch adaptare „anpassen“) bezeichnet man die letzte Phase einer stationären medizinischen Rehabilitation für Menschen mit einer Abhängigkeitserkrankung. Ziele einer Adaptionsbehandlung sind das Erreichen und die Erhaltung von Suchtmittelabstinenz, die Stabilisierung bzw. Behandlung körperlicher und psychischer Störungen sowie eine möglichst dauerhafte Erhaltung beziehungsweise Erreichung der Eingliederung in Arbeit, Beruf und Gesellschaft.

## Zielsetzungen und Zugang
Eine Adaptionsbehandlung ist für diejenigen Menschen geeignet, bei denen nach bereits erfolgter Entgiftungsbehandlung, z. B. in Form eines Alkoholentzugs, sowie nach einer anschließenden mehrwöchigen Entwöhnungsbehandlung in einer spezialisierten Fachklinik weiterhin Behandlungsbedarf besteht, etwa, weil noch eine erhebliche Rückfallgefährdung aufgrund eines fehlenden Arbeitsplatzes und Wohnungslosigkeit besteht, oder weil noch keine ausreichende Stabilität vorliegt, um sich in das Erwerbsleben und den Alltag zu integrieren. Entsprechend wird eine Adaptionsbehandlung in der Regel während der vorangehenden stationären Entwöhnungsbehandlung gestellt, um einen nahtlosen Übergang zu gewährleisten.

## Durchführende Einrichtungen
Adaptionsbehandlungen werden in so genannten Adaptionshäusern durchgeführt. Diese sind entweder eigenständige Einrichtungen, die einen Versorgungsvertrag nach § 38 SGB IX mit den Kostenträgern (z. B. der deutschen Rentenversicherung, Krankenkassen oder Sozialhilfeträgern) geschlossen haben, oder es sind eigenständige, meist räumlich getrennte Abteilungen der vorbehandelnden Fachkliniken.
Adaptionshäuser verfügen über multiprofessionelle Behandlungsteams bestehend aus qualifizierten Bezugstherapeuten (meist Sozialpädagoginnen oder -pädagogen mit einer therapeutischen Zusatzqualifikation), Arbeits- und Beschäftigungstherapeuten und -therapeuten bzw. Ergotherapeutinnen und -therapeuten, Ärztinnen und Ärzten, Psychotherapeuten und Verwaltungspersonal.
Adaptionshäuser verfügen über Wohnbereiche für die Rehabilitandinnen und Rehabilitanden, die weitgehend alltagsnah auf Selbstversorgung und Eigenständigkeit ausgerichtet sind, sowie über Räumlichkeiten, in denen die Therapieangebote und Behandlungen stattfinden können.

## Therapeutische Maßnahmen innerhalb der Adaption
Adaptionsbehandlungen sollen an die in der Entwöhnungsbehandlung erzielten Therapieziele anknüpfen. Entsprechend werden auch die Behandlungselemente einer medizinischen Rehabilitationsbehandlung fortgeführt, unter anderem durch die Fortsetzung einer medizinischen Therapie (z. B. ärztliche Behandlung von psychiatrischen oder körperlichen Erkrankungen), Psychotherapie mit dem Schwerpunkt der Suchterkrankung, klinische Sozialarbeit in Form von Schuldenregulierung, Wohnungssuche und Tagesstrukturierung sowie arbeits- und ergotherapeutische Maßnahmen.
Im Hinblick auf die Teilhabe am Erwerbsleben sind insbesondere arbeitsplatzbezogene Interventionen wie Belastungserprobungen und Betriebspraktika Teil des Behandlungskonzepts einer Adaption. Sie sollen der beruflichen Orientierung und (Re-)Integration dienen, um als stabilisierender Faktor für eine dauerhafte Abstinenz zu wirken und das Rückfallrisiko zu senken.
Obwohl für Adaptionsbehandlungen noch keine eigenständigen Wirknachweise existieren, werden sie in der deutschen Versorgungslandschaft als spezifische Form der Anschluss- und Nachsorgebehandlung empfohlen.